# Fojab

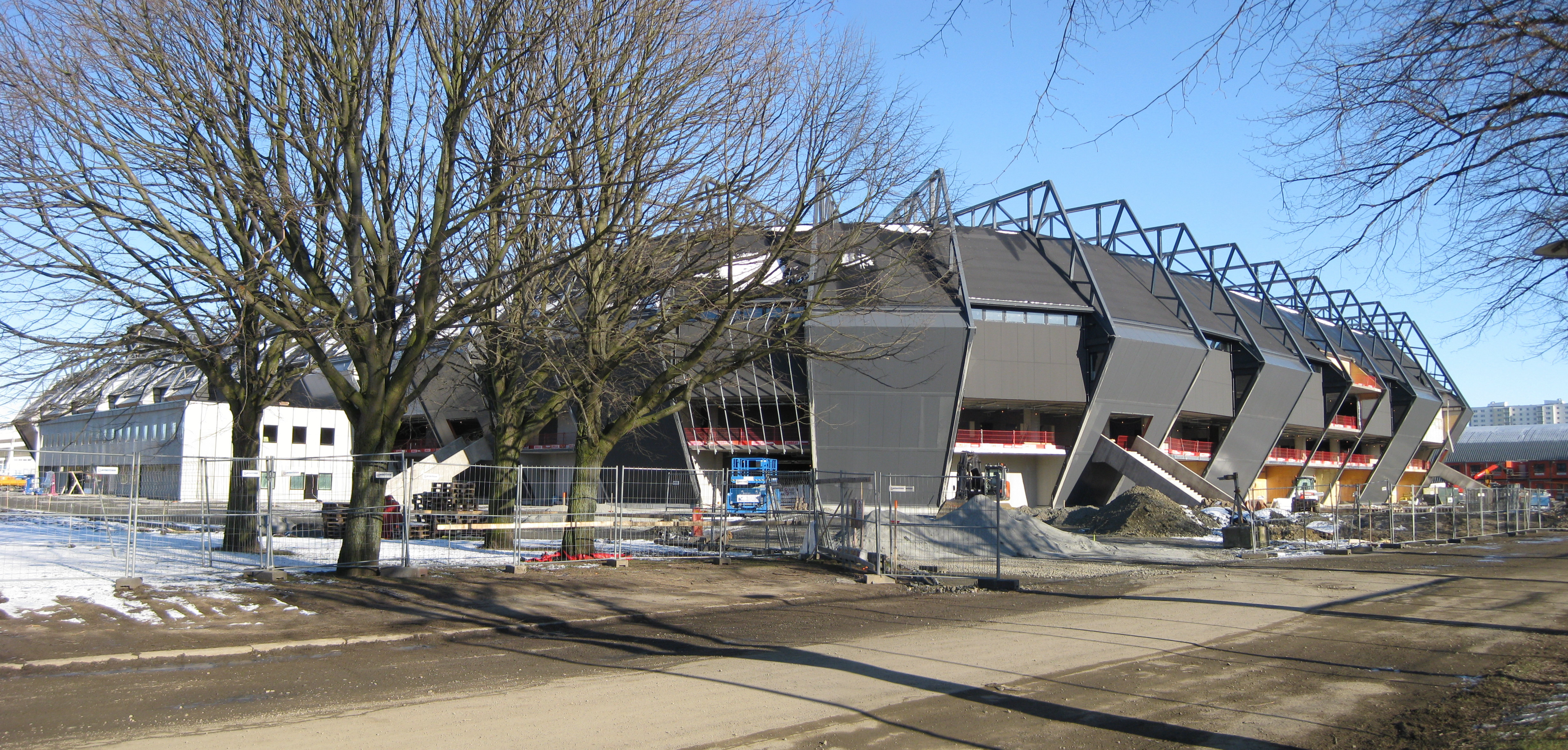
Nya Malmö stadion

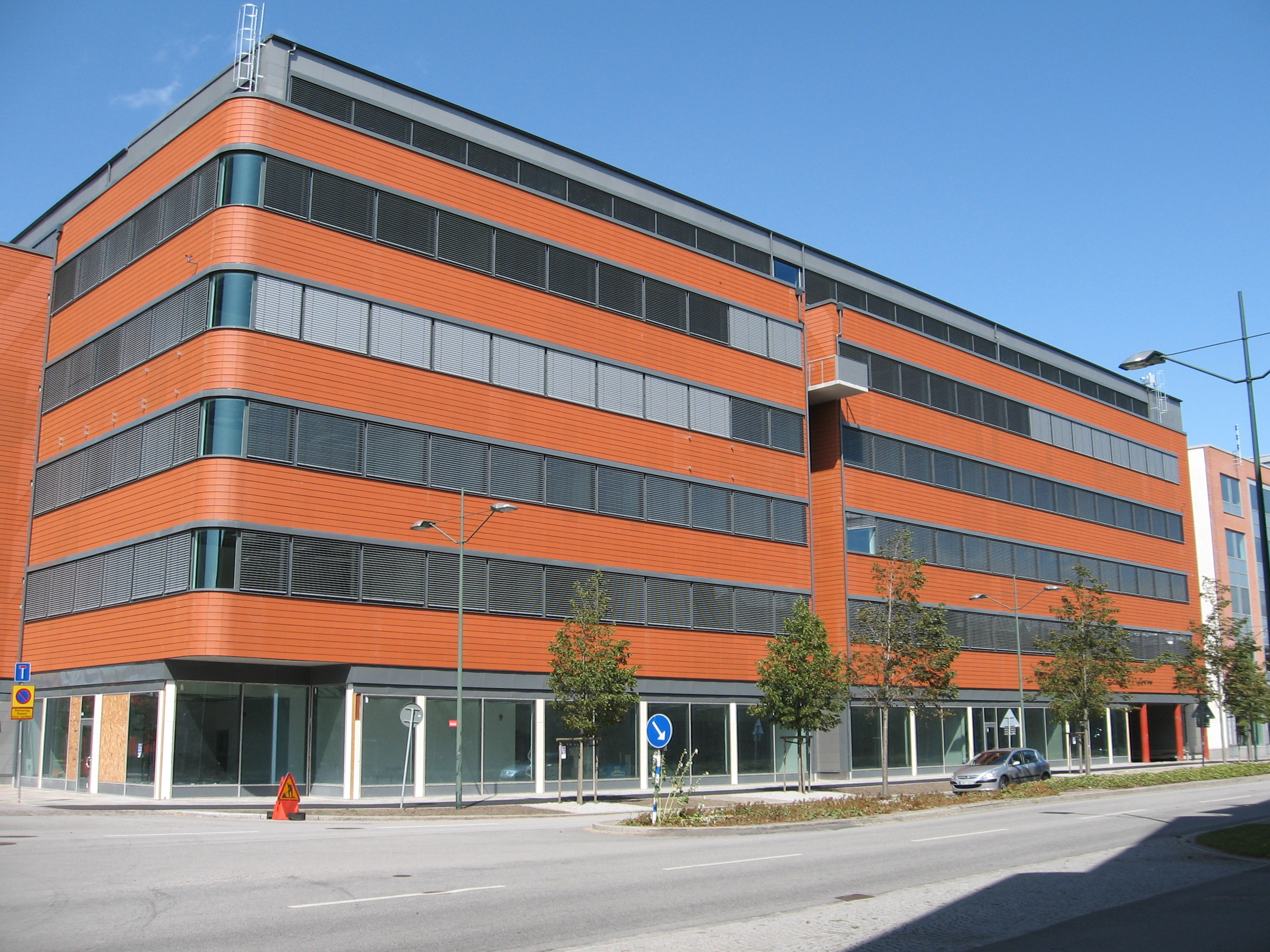
Skrovet 5, Malmö

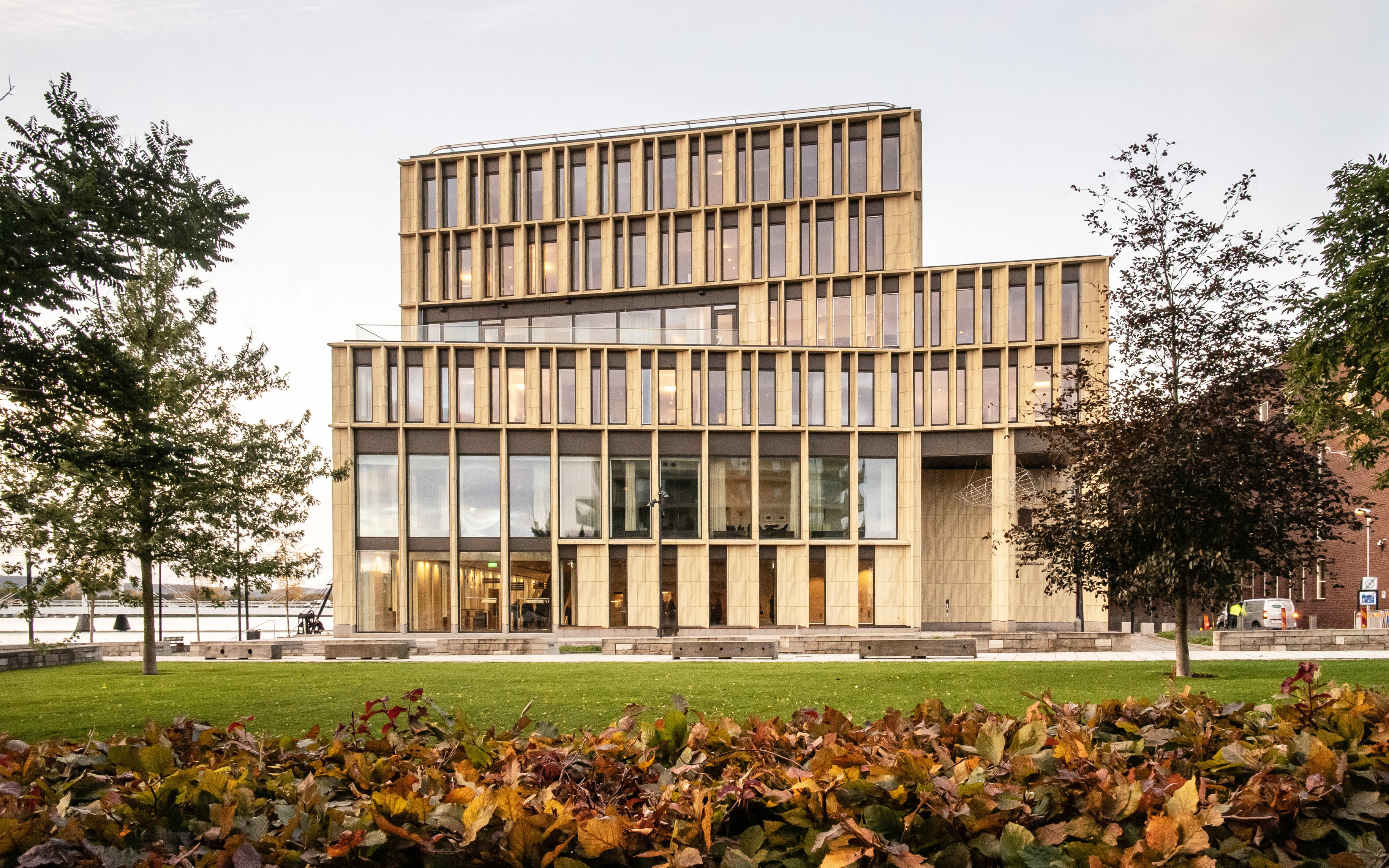
Göta hovrätts och Kammarrättens i Jönköping byggnad

Fojab är en svensk arkitektbyrå med huvudkontor i Malmö. Arkitektfirman är den största i södra Sverige. Företaget är verksamt inom byggnader, landskap, inredning, stadsbyggnad och fastighetsutveckling. 
Foster & Jacobson arkitektkontor bildades 1971 i Lund av arkitekterna Keith Foster och Mats Jacobson. Byrån utökades 1997 med kontor i Malmö och med Mats Österberg arkitektkontor. År 2007 inlemmades S.I.T.E. Arkitektur AB och 2010 flyttade samlokaliserade kontoren i Malmö. Sebare har filialkontor etablerats i Stockholm, Helsingborg och Göteborg.

## Byggnadsverk i urval
- Göta hovrätts och Kammarrättens i Jönköping byggnad, 2023
- Fabriken & Solkvarteret, Malmö, 2022
- Kronprinsen, Malmö, renovering, 2022
- Mörrums skola, Karlshamn, 2022
- Lunds tingsrätt, 2018
- Axis Communications huvudkontor, Lund, 2020
- Studenternas, Uppsala, 2017-2020
- MAX IV-laboratoriet, Lund. 2010-2016
- Rådhus Skåne, Kristianstad, 2014
- Strand Lomma, Lomma
- Galleria Boulevard, Kristianstad. 2014
- Autoropa, Arlöv, 2010
- Nya Malmö stadion, Malmö, 2007-2009
- Parkeringshus i Hyllie, Malmö
- Hammars Park, Malmö
- Kvarteret Flickskolan, Kristianstad
- Venterminalen, Landskrona, 2012
- Lomma hamn, detaljplanering och bostäder, från 2000
- Orkanen, Malmö (tillsammans med Diener & Diener), 2005
- Entré Malmö, Malmö, 2009
- Skrovet 5, Dockan, Malmö, 2008-2009
- Turning Torso Gallery, Malmö, 2008
- Kvarteret Opus, Ljunghusen, 2003
- Astronomihuset, Lund, 2000
- Svenska paviljongen på Expo 2000 i Hannover, 2000
- Ekologihuset, Lund, 1996

## Priser i urval
- 2024 Mörrums skola – Karlshamns stadsbyggnadspris
- 2024 Stora Algatan 6 – Lunds kommuns stadsbyggnadspris
- 2023 Kv Gränden, Lund – Allmännyttans bästa nybyggnadsprojekt
- 2022 Kronprinsen, Malmö – Årets fasad kategori renovering
- 2021 Axis Communications huvudkontor, Lund – Lunds kommuns stadsbyggnadspris
- 2020 Grand Hotel, Lund – Lunds kommuns stadsbyggnadspris
- 2019 Dungen, Malmö – Stadsbyggnadspriset Malmö
- 2019 Trummens strand, Växjö – Växjö kommuns träbyggnadspris
- 2018 Lunds tingsrätt, Lund – Lunds stadsbyggnadspris
- 2015 Helsingkrona nation, Lund – Lunds kommuns stadsbyggnadspris
- 2014 Mobilia Malmö, köpcentrum och bostäder – Malmö Stadsbyggnadspris 2014
- 2012 Villa Hökvägen, Lund – Lunds kommuns stadsbyggnadspris
- 2012 Hammars park Malmö, bostäder – Malmö stads stadsbyggnadspris
- 2011 Kvarteret Spettet – Lunds kommuns stadsbyggnadspris
- 2006 Lomma hamn – Sveriges arkitekters planpris
- 2003 Opus Ljunghusen, bostäder – Sveriges Arkitekters Årets Bostadspris
- 2002 Astronomihuset Lund – Lunds stadsbyggnadspris
- 1996 Ekologihuset Lund – Lunds stadsbyggnadspris
- 1991 Ombyggnad av Lunds centralstation – Lunds stadsbyggnadspris